# 이치카와 게이타
이치카와 게이타(일본어: 市川 恵多, 1990년 10월 3일 ~ )는 일본의 전 축구 선수이다.

## 구단 경력
그는 2013년부터 2018년까지 J리그의 기라반츠 기타큐슈, 더스파구사쓰 군마에서 활동하였다.